# Xã Coal, Quận Vernon, Missouri
Xã Coal (tiếng Anh: Coal Township) là một xã thuộc quận Vernon, tiểu bang Missouri, Hoa Kỳ. Năm 2010, dân số của xã này là 277 người.